# Ridderfalken
Ridderfalken (The Maltese Falcon) er en amerikansk film fra 1941, instrueret af John Huston.
Det var Hustons debutfilm som instruktør, men i dag betragtes filmen af mange som en film noir-klassiker. Endvidere betragtes Ridderfalken sammen med Orson Welles Citizen Kane som værende de første film noir.
Blandt de medvirkende i filmen kan nævnes: Humphrey Bogart, Mary Astor, Peter Lorre og Sydney Greenstreet.

## Eksterne Henvisninger
- Ridderfalken på Internet Movie Database (engelsk)
- Ridderfalken på Filmdatabasen
- Ridderfalken på Scope
- Ridderfalken i Svensk Filmdatabas (svensk)
- Ridderfalken på AlloCiné (fransk)
- Ridderfalken på MovieMeter (nederlandsk)
- Ridderfalken på AllMovie (engelsk)
- Ridderfalken hos American Film Institute (engelsk)
- Ridderfalkens profil hos Encyclopædia Britannica Online (engelsk)
- Ridderfalken på Turner Classic Movies (engelsk)